# 鴉 (FANATIC◇CRISISの曲)
「鴉 <KARASU>」（からす）は、2004年1月9日にリリースされたFANATIC◇CRISISの通算30枚目のシングル。発売元はSTOICSTONE。

## 解説
前作「月の魔法」より2カ月ぶりのシングル。
初動売上のみで前作累計を上回り、最終的に前作の倍以上を売り上げた。
日本テレビ系『AX MUSIC-TV』AX POWER PLAY#047テーマソング。

## 収録曲
1. 鴉 <KARASU> [4:46]
2. P.S. [5:20]
3. FIGHTING APE SHOW [3:54]
4. 鴉 <KARASU> (Vox Less Version) [4:47]
5. P.S. (Vox Less Version) [5:20]
6. FIGHTING APE SHOW (Vox Less Version) [3:51]

## 収録作品
- marvelous+（#1）
- THE BEST of FANATIC◇CRISIS Single Collection02（#1）
- THE BEST of FANATIC◇CRISIS B-Side Collection（#2,3）